# Jean Moréas
Jean Moréas, właśc. Ioannis A. Papadiamontopoulos, Ιωάννης Α. Παπαδιαμαντόπουλος (ur. 15 kwietnia 1856 w Atenach, zm. 30 kwietnia 1910 w Saint-Mandé) – grecki poeta piszący po francusku. Przedstawiciel symbolizmu w literaturze francuskiej, twórca nazwy tego nurtu i pierwszego jego manifestu. Jego twórczość przepełniona jest wyrazem pesymizmu i melancholii typowej dla nastrojów fin de siècle’u; dzięki temu poezja Moréasa wywarła wpływ także na dekadentów.

## Życiorys
Urodził się w Atenach jako syn greckiego sędziego, wnuk Papadiomontopoulosa – jednego z bohaterów Mesolongi. Od młodych lat pobierał nauki języka francuskiego. W 1875 wyjechał do Paryża, gdzie studiował prawo na Sorbonie. W krótkim czasie stał się osobistością powszechnie znaną w kręgach paryskiej cyganerii artystycznej, był częstym bywalcem salonów i kawiarni. W następnych latach zajął się krytyką literacką, w ten sposób nawiązując wiele znajomości w ówczesnym świecie literackim: Alphonsem Allais, Charles’em Crosem, Guy de Maupassantem czy Léonem Bloy. Zaprzyjaźnił się również z greckim artystą Demetriosem Galanisem oraz rumuńskim poetą Ionem Minulescu. W tym czasie związany był z grupą artystyczną Les Hydropathes, pierwsze próby literackie publikował w magazynach: Lutèce i Le Chat noir.
18 września 1886 opublikował w magazynie Le Figaro pierwszy w historii manifest literacki symbolizmu, jednocześnie nadając nazwę i formułując definicję nowego prądu.
Jego zbiór poezji La Merrin passionne spotkał się z przychylną recenzją Anatole’a France’a, laureata Literackiej Nagrody Nobla za rok 1921.

## Twórczość

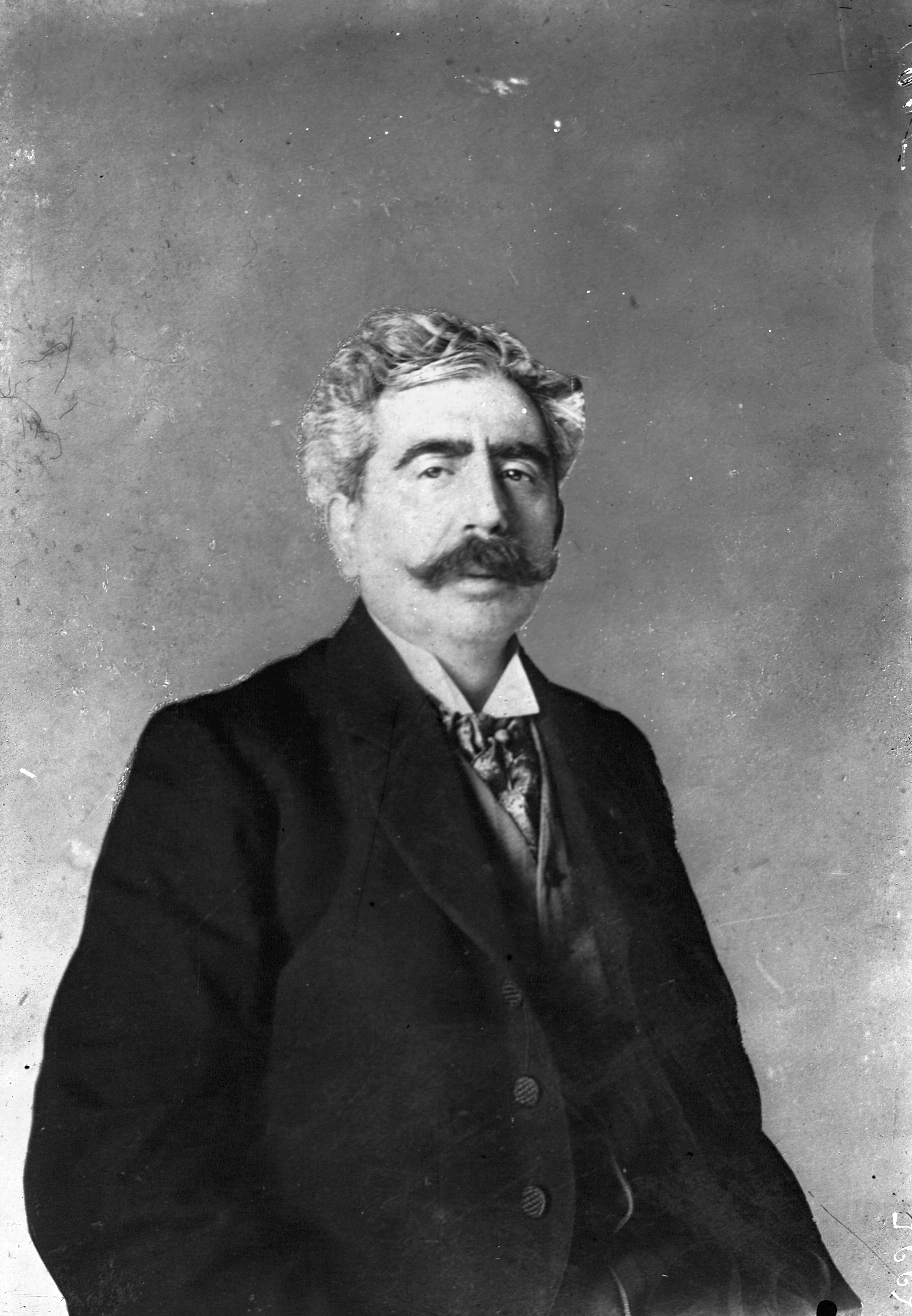
Jean Moréas, 1910

Jako poeta Moréas zadebiutował dwoma zbiorami wierszy, utrzymanymi w stylistyce impresjonizmu Paula Verlaine’a, Les Syrtes (1884) i Cantilènes (1886). Zdaniem krytyków, oba zbiory przynależą jeszcze do modnej u schyłku XIX wieku poetyki dekadentyzmu; zdradzają również silne więzi ze szkołą Charles’a Baudelaire’a oraz Stéphane’a Mallarmégo z jego wczesnego, parnasistowskiego okresu. W następnych latach Moréas przerzucił się jednak na symbolizm, stając się jednym z najbardziej znaczących twórców tego nurtu. W 1886 napisał pierwszy w historii manifest literacki symbolizmu (był również pomysłodawcą samej nazwy nurtu), Symbolist Manifesto, który ukazał się w dzienniku Le Figaro. Odtąd postulaty zawarte w manifeście starał się Moréas konsekwentnie realizować w twórczości artystycznej.
Pierwsze znane wiersze Moréasa (przede wszystkim Stance i Kantyleny) utrzymane zostały w tonie osobistym, mocno zindywidualizowanym. Forma tych wierszy jest kunsztowna (wiersz regularny), przeważają nastroje typowe dla schyłku wieku.

Szedłem przez puste pola razem z wiatrem burzy;

Poranek był bladawy, a niskie obłoki –

Kruk mroczny towarzyszył mi w mojej podróży,

A w błotnistych kałużach grzęzły moje kroki.

Dojrzałą poezję Moréasa cechuje głęboka wizyjność, częstsze łamanie rygorów składniowych wiersza (zbliżone do wiersza wolnego, którego odkrycie w swojej właściwej formie stał się udziałem Arthura Rimbauda), niedopowiedzenie oraz korzystanie z symboliki powziętej z mitologii greckiej. Przykładem może być fragment Eryfilii:

Idąc zacnym śladem

Mantuańczyka, który mię wdziękiem i ładem

Żywił, przez Styks ponury i Acheron chciwy,

Eryfilo, w Umarłych świat wszedłem straszliwy.

Nie odtrącaj mnie, Maro owiana urokiem!

(...)

– Jak rzekły usta pełne oszczerstw śliny, –

Ale to Kipris boska,

Zwycięstw Bogini.

Wraz z Paulem Adamem napisał powieść Les Demoiselles Goubert (1886).
W późniejszym czasie zerwał z symbolizmem na rzecz neoklasycyzmu. W 1891 wraz z Charlesem Maurrasem stał się założycielem tzw. szkoły romańskiej (École romane); był wówczas zwolennikiem powrotu do tradycji średniowiecznej i renesansowej liryki francuskiej.
Pod koniec życia Jean Moréas zwrócił się w stronę teatru, pisząc sztuki teatralne w duchu antycznym, jak np. Ifigenia wzorowana na tragediach Eurypidesa. Sztuka została wystawiona 24 sierpnia 1903 na deskach Teatru Antycznego Orange, a następnie w paryskim teatrze Odéon.

### Symbolizm w ujęciu Moréasa

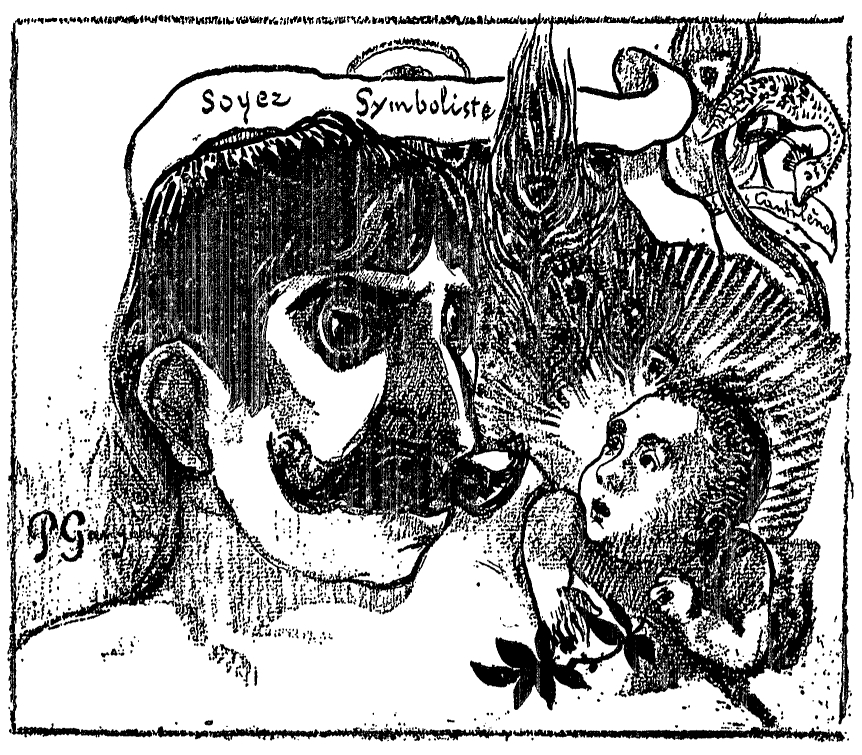
Być symbolistą, karykatura Paula Gauguina, 1891

Swój manifest symbolizmu ogłosił Moréas opierając się o racjonalną analizę historii sztuki oraz historyczne uwarunkowanie następstwa gustów, stylów i epok literackich.

Każda manifestacja sztuki pewnego dnia wyczerpuje się nieuchronnie, a wszystko to, co było pełne ognia i świeżości, usycha i kurczy się, od kopii do kopii, od imitacji do imitacji. To, co z początku nowe i spontaniczne, staje się mdłe i oklepane.

Symbolizm w ujęciu Jeana Moréasa miał być nurtem poezji awangardowej, który jednocześnie przezwyciężałby pozostałości romantyzmu w liryce nowoczesnej, jak i sprzeciwiałby się zbyt hermetycznemu parnasizmowi. Za mentora nowej sztuki miał posłużyć Charles Baudelaire, choć pewnych znamion symbolizmu dopatrywał się Moréas już w twórczości Alfreda de Vigny, Williama Szekspira oraz mistyków. Prekursorstwo Baudelaire’a kontynuował Stéphane Mallarmé, wprowadzając do wiersza poczucie rzeczy tajemniczych i niewypowiedzianych, Paul Verlaine, rozbijający okrutne okowy wiersza i Théodore de Banville, który uczynił je bardziej giętkimi. Wszystko to stanowił miało jednak etap przejściowy od nowej sztuki do symbolizmu właściwego, który współtworzyć mogli dopiero nowocześni twórcy.
Symbolizm miałby być według Moréasa przeciwieństwem realizmu; rezygnuje bowiem z dosłownego opisu rzeczywistości, a nawiązania do świata widzianego posłużyć miały jako symbole treści metafizycznych. Wbrew założeniom romantycznym, nie przekazuje idei ani nie odsłania uczuć. Ważnymi postulatami symbolizmu Moréasa był również wyraźny nacisk na autonomiczność sztuki oraz kunsztowną formę wiersza (lecz nie tak skonwencjonalizowaną jak u parnasistów).

Będąc wrogiem wszelkiej afektacji, wszelkiej fałszywej czułostkowości, ale też wszelkiego obiektywnego opisu, poezja symbolistyczna stara się ująć ideę w sensytywną formę, która jednak nie zadowala się samą sobą, lecz jest podporządkowana idei; forma służy idei jako środek wyrazu. Idea z kolei nie może dopuścić, by pozbawiono ją rozrzutnej ozdoby zewnętrznych analogii; bo; istotna właściwość sztuki symbolistycznej polega na tym, że idei nigdy nie utrwala się pojęciowo ani nie wyraża wprost. I dlatego obrazy natury, czy ludzi, wszystkie zjawiska konkretne nie mogą w tej sztuce ukazywać się same, lecz są przedstawiane symbolicznie przez sensytywnie wyczuwalne ślady, przez utajone powinowactwa z pierwotnymi ideami

W swoim manifeście Moréas poświęcił również miejsce na szczegółowe określenie warstwy językowej poezji symbolicznej.

Dla ścisłego przedstawienia swej syntezy symbolizm potrzebuje prototypowego i kompleksowego stylu: nie zużytych słów, na przemian to surowo skomponowanych, to swobodnych zdań, znaczących pleonazmów, tajemniczych opuszczeń słów, przełamywania sztywnej gramatyki, obrazowych, śmiałych i wielokształtnych wyrażeń, a przede wszystkim dobrego języka z czasów przed Vaugelasem i Boileau-Despreaux, języka François Rabelais’go i Philippe’a des Commines, François Villona, Rutebeufa i wielu innych niezależnych pisarzy, którzy umieli słowami trafiać celnie jak Trakowie swoimi strzałami

Jak zatem wynika z deklaracji, symbolizm u swoich podstaw nie tylko dopuszczał, ale wręcz nawoływał do powrotu do średniowiecznej i renesansowej tradycji języka. W późniejszym czasie Stéphane Mallarmé odrzucał jednak tę ideę, ogłaszając symbolizm nurtem całkowicie awangardowym, niezależnym i zrywającym z dotychczasowymi uwarunkowaniami tradycji literackich.

## W przekładzie polskim

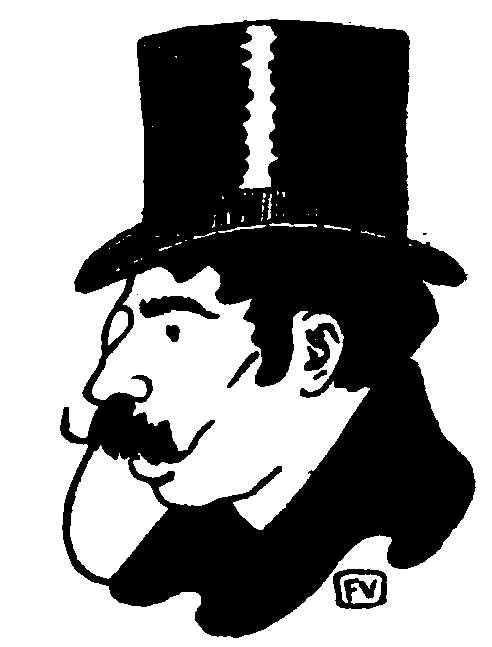
Portret Jeana Moréasa autorstwa Félixa Vallottona, ok. 1898.

W Polsce Jean Moréas nie zyskał rozgłosu. Znany jest przede wszystkim dzięki poematowi Eryfila oraz cyklowi wierszy Ze „Stanc” przetłumaczonym przez Wincentego Koraba-Brzozowskiego. Oba utwory weszły w skład tomu Duszy mówiącej młodopolskiego poety. Z kolei zbiór Kantylen przełożył na język polski Zenon Przesmycki. Kilkanaście wierszy przetłumaczyła również Bronisława Ostrowska, kilka – Józef Gluziński.
Dwa przekłady wierszy Moréasa ukazało się na łamach pisma Skamander w przeciągu lat 1936–1937. Kilka wierszy ukazało się również w Marchołcie oraz w Chimerze. Francuski poeta nigdy nie doczekał się jednak w Polsce książkowego wydania wierszy wybranych.